# SimCity 4
SimCity 4 (SC4) és un videojoc de construcció de ciutats i planejament urbanístic desenvolupat per Maxis, una filial d'Electronic Arts. Es va publicar el 14 de gener de 2003. És el quart episodi de la sèrie SimCity. SimCity 4 té una única expansió anomenada SimCity 4: Hora Punta (Rush Hour en anglès), que afegeix noves característiques al joc. SimCity 4: Deluxe Edition conté el joc original i l'expansió Hora Punta combinats com un únic producte.
El joc permet al jugador crear una regió i modificar-ne el paisatge. Després, pot dissenyar i construir un poble que pot créixer fins a esdevenir una ciutat. Es poden crear diferents àrees de desenvolupament residencial, comercial i industrial, així com construir i mantenir serveis públics, xarxes de transport i altres infraestructures. Per a l'èxit de la ciutat el jugador ha d'administrar el finançament, el medi ambient i la qualitat de vida dels residents. SimCity 4 introdueix cicles dia-nit i altres efectes especials per primera vegada a la sèrie SimCity. Eines externes com el Building Architect Tool (BAT) permeten afegir al joc nou contingut.